# Очищение (телесериал, 2023)
«Очищение» (англ. The Clearing) — австралийский драматический телесериал, основанный на одноимённой книге Джошуа Помаре.
Премьера восьмисерийного психологического триллера состоялась 24 мая 2023 года на стриминговом сервисе Disney+.

## Сюжет
История загадочного культа, лидером которого является странная женщина. Она крадет маленьких девочек из их семей и занимается их воспитанием, чтобы сделать из них идеальных послушниц. Исчезновение детей не остается незамеченным. Родители пытаются спасти своих дочерей, но после обряда очищения сделать это практически невозможно. Главная героиня (Тереза Палмер) пытается остановить создательницу секты, но для этого ей предстоит столкнуться с демонами своего прошлого.

## В ролях

### Основной состав
- Миранда Отто — Эдриенн Бофор
- Тереза Палмер — Фрейя Хейвуд
- Гай Пирс — доктор Брайс Лэтем

## Производство

### Разработка
Создателями сериала стали Мэтт Кэмерон и Элиз МакКреди. Кэмерон получил широкую известность как сценарист австралийского драматического сериала «Джек Айриш». Режиссёрами сериала выступили Грейси Отто («Школа разбитых сердец», «У подножия вулкана», «Другой парень») и Джеффри Уокер («Молодой скала», «Трудности ассимиляции», «Американская семейка»).

### Съемки
Съемки телесериала начались в Виктории в июле 2022 года.